# Rob Portman
Pour les articles homonymes, voir Portman.
Robert Jones Portman, né le 19 décembre 1955 à Cincinnati, est un avocat et homme politique américain membre du Parti républicain. Il est notamment directeur du Bureau de la gestion et du budget des États-Unis entre 2006 et 2007 et sénateur de l'Ohio au Congrès des États-Unis de 2011 à 2023 après avoir été représentant fédéral du même État de 1993 à 2005.

## Biographie

### Enfance et famille
Portman est né le 19 décembre 1955 à Cincinnati, dans l’Ohio. Il est le fils de Joan Jones, originaire de Lebanon, et de Bill Portman, natif de Cincinnati. Il est issu d’une famille d’entrepreneurs. Sa famille possède le Golden Lamb Inn, le plus ancien hôtel de l’Ohio, depuis 1926. Alors qu’il était enfant, son père a créé une entreprise de vente d’engins de chantier, qui est passée de cinq employés à plus de trois cents.
Il épouse Jane Dudley en juillet 1986. Ancien professeur de catéchisme presbytérien, il devient méthodiste tandis que sa femme, jusqu’alors démocrate, devient républicaine. Ils ont ensemble deux fils et une fille : Jed, Will et Sally.

### Études et débuts en politique
Portman est élève à la Cincinnati Country Day School, école privée de la ville. Il obtient son bachelor of arts en anthropologie au Dartmouth College en 1979, puis rejoint l’école de droit de l’Université du Michigan dont il sort diplômé en 1984.
Après la campagne présidentielle de 1988, il devient conseiller de George H. W. Bush. Il prend ensuite la tête du bureau des affaires législatives (Office of Legislative Affairs) de la Maison Blanche,.

### Représentant des États-Unis
En décembre 1992, le représentant républicain Bill Gradison (en), pour qui Portman avait travaillé lorsqu’il était à l’université, lui annonce qu’il compte démissionner. Il souhaite que Portman soit son successeur dans le deuxième district de l’Ohio. Soutenu par une publicité de Barbara Bush, il remporte la primaire républicaine. Il est élu à la Chambre des représentants des États-Unis en mai 1993 avec 70 % des voix, dans un district profondément républicain.
En 1994, il est élu pour un mandat complet avec 77,4 % des suffrages. Il est réélu à cinq reprises entre 1996 et 2004, réunissant toujours plus de 70 % des voix.
Au Congrès, il se dit fier d’avoir voté en faveur de l’équilibre budgétaire et de la réforme des allocations sociales. Il participe également activement à la réforme de l’Internal Revenue Service.

### Dans l'administration Bush
Il a été le 14e Représentant américain au commerce (USTR) (29 avril 2005 au 29 mai 2006), poste ayant rang d'ambassadeur puis directeur du Bureau de la gestion et du budget des États-Unis (mai 2006 à juin 2007). Il a été nommé à ces deux fonctions par le Président George W. Bush et confirmé par le Sénat.

### Sénateur des États-Unis
Le 2 novembre 2010, il a été élu sénateur pour représenter l’Ohio au Congrès des États-Unis avec 56,8 % des voix contre 39,4 % à son adversaire, le démocrate Lee Fisher.
En 2012, il est considéré comme l’un des favoris pour devenir candidat à la vice-présidence des États-Unis aux côtés de Mitt Romney. Ce dernier lui préfère cependant le représentant du Wisconsin Paul Ryan, même si Portman continue de conseiller Romney durant la campagne.
En 2014, il est pressenti pour briguer l'investiture républicaine pour l'élection présidentielle de 2016. En octobre, il annonce qu'il ne sera pas candidat et briguera plutôt un second mandat lors des élections sénatoriales. Il apporte d'abord son soutien au gouverneur de l'Ohio John Kasich pour l'élection présidentielle, avant de rallier Donald Trump après le retrait de Kasich. Dans sa campagne de réélection, il affronte l’ancien gouverneur démocrate Ted Strickland après avoir remporté l'investiture républicaine. Les sondages donnent longtemps les deux hommes au coude-à-coude mais, disposant de fonds plus importants que Strickland, Portman lance d’importantes campagnes de publicité et prend la tête des enquêtes d’opinion à partir de juillet. Durant l'été, Portman reçoit le soutien de plusieurs syndicats qui soutenaient Strickland lors de précédentes élections. Fin août, il devance Strickland de 8 points dans les sondages. Portman devenant le favori, les républicains comme les démocrates commencent alors à rediriger leurs fonds vers des élections plus indécises. En octobre, il retire son soutien à Donald Trump après la révélation d'un enregistrement audio de 2005 dans lequel Trump tient des propos dégradants envers les femmes. Le 8 novembre, Portman est réélu sénateur avec 58 % des suffrages (contre 37 % pour Strickland), remportant 84 des 88 comtés de l'Ohio.
En 2019, il annonce son soutien à Donald Trump en vue de l'élection présidentielle de 2020 et vote pour l'acquitter lors de son premier procès en destitution,. Après l'élection du 3 novembre, s'il ne dénonce pas d'opérations fraduleuses lors du scrutin, il refuse de reconnaître Joe Biden comme président-élu  jusqu'à son élection formelle par le Collège électoral,. Il s'oppose aux tentatives de renversement des résultats et vote pour leur certification. Estimant que le second procès en destitution de Donald Trump n'est pas justifié du fait de son départ de la présidence, il vote en faveur de son acquittement en février 2021,. En mai, il fait partie des cinq sénateurs républicains à rejoindre les démocrates pour soutenir le projet de création d'une commission d'enquête bipartisane sur l'assaut du Capitole.
Le 25 janvier 2021, il annonce qu'il ne se représentera lors des élections de 2022. Au cours de ces dernières, il apporte son soutien à Jane Timken, ancienne présidente du parti républicain de l'Ohio, mais cette dernière termine en cinquième position de la primaire républicaine remportée par JD Vance, qui lui succède ensuite après sa victoire lors de l'élection générale,.

## Positions politiques
Portman est un républicain de centre droit, conservateur mais capable de travailler avec les républicains comme avec les démocrates.
Il est libéral sur les questions économiques. Il souhaite réduire les taxes et les régulations du gouvernement fédéral. Rob Portman est longtemps en faveur du libre-échange : il vote pour l'ALENA en 1993 et soutient de nouveaux accords lorsqu'il est représentant au commerce dans l'administration Bush. En 2016, à l'approche des élections sénatoriales, il annonce toutefois son opposition à l'accord de partenariat transpacifique et s'exprime en faveur d'une éventuelle renégociation de l'ALENA, soutenant un « échange libre mais juste ».
Sur les questions de société, il est opposé à l’avortement et au contrôle des armes à feu. En 2013, deux ans après le coming out de son fils, Portman annonce son soutien au mariage homosexuel. Il y était auparavant fermement opposé et avait voté en faveur du Defense of Marriage Act.